# René Allexandre
René Allexandre (1911-1991) fue un deportista francés que compitió en tiro con arco, en la modalidad de arco recurvo. Ganó dos medallas en el Campeonato Mundial de Tiro con Arco al Aire Libre de 1931, oro en la prueba por equipo mixto y bronce en individual mixto.

## Palmarés internacional
| Campeonato Mundial al Aire Libre | Campeonato Mundial al Aire Libre | Campeonato Mundial al Aire Libre | Campeonato Mundial al Aire Libre |
| Año                              | Lugar                            | Medalla                          | Prueba                           |
| -------------------------------- | -------------------------------- | -------------------------------- | -------------------------------- |
| 1931                             | Lwów (Polonia)                   | Medalla de oro                   | Equipo mixto                     |
| 1931                             | Lwów (Polonia)                   | Medalla de bronce                | Individual mixto                 |